# Patrice Mayet
Patrice Mayet est un footballeur franco-marocain né le 17 mars 1934 à Casablanca (Maroc), mort le 21 novembre 2012 à Saint-Nazaire.

## Biographie
Parice Mayet dit Gégène commence sa carrière de joueur dans le club du quartier Les Roches Noires de Casablanca en 1945, le Sporting Club Cheminots des Roches Noires. Son talent est rapidement reconnu : il fait partie d'une sélection marocaine en 1953, et rejoint l'équipe du Wydad AC en 1954 avec qui il remporte le championnat d'élite en deux reprises consécutifs.
En 1957, il part en France pour rejoindre le Stade rennais, nouvellement promu en Division 1. Le club breton ne peut se maintenir parmi l'élite mais revient au plus haut niveau dès 1958. Patrice Mayet est prêté au cours de la saison 1958-1959 au FC Nantes, qui évolue alors en Division 2.
Il rejoint la saison suivante le RCFC Besançon, puis part à l'US Valenciennes-Anzin en 1961. Jouant généralement défenseur, il pouvait toutefois évoluer à tous les postes. Il reste six ans dans le club nordiste qui joue alors les premiers rôles dans le championnat : monté parmi l'élite en 1962, il termine notamment sixième en 1964, troisième en 1966 et 1967.
Il termine sa carrière à l'AC Cambrai, comme entraîneur-joueur, fin des années 1960. Il est ensuite entraîneur de l'USF Le-Puy-en-Velay puis de l'AC Saint-Nazaire.

## Palmarès
Avec le WAC  :
- Champion du Maroc : 1954/55, 1956/57

- Vainqueur de la Supercoupe du Maroc : 1955, 1957

- Vainqueur de la Coupe d'Élite : 1955

- Vainqueur de la Coupe de l'Indépendance : 1956

- Finaliste de la Coupe du Trône : 1956

Avec le Stade RFC  :
- Vice-Champion de France D2 en 1958

Avec Valenciennes FC  :
- Vice-Champion de France D2 en 1962